# Brit Awards

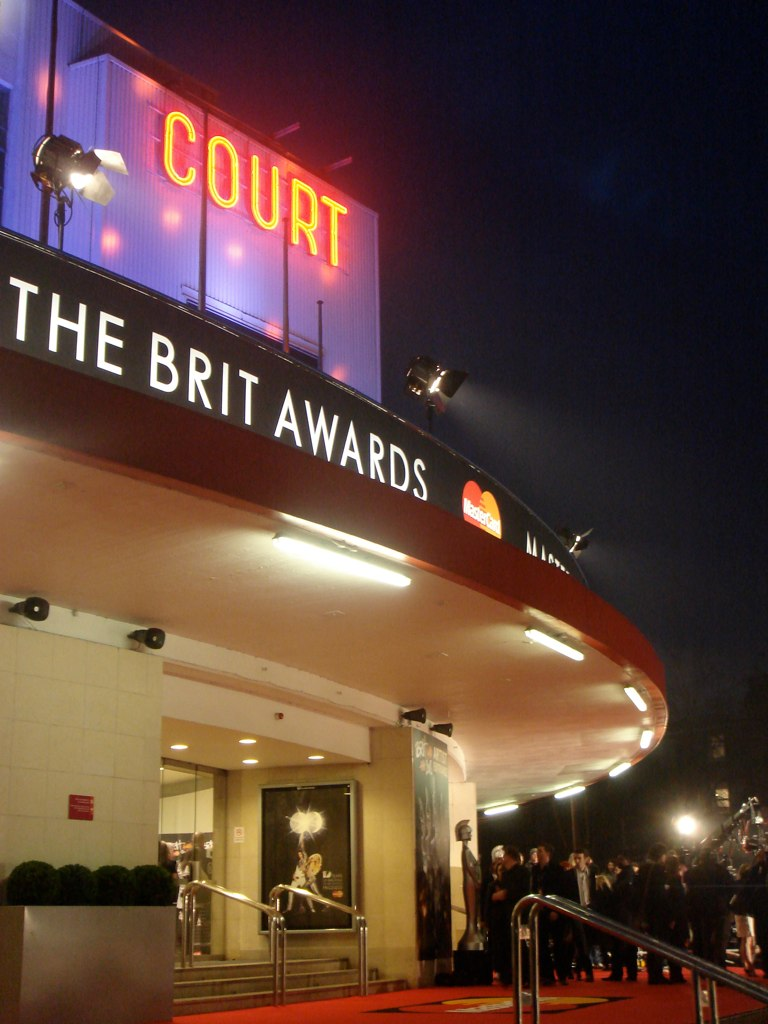
Brit Awards

Brit Awards (stiliserat som BRIT Awards, eller Brits) är ett brittiskt musikpris som arrangeras årligen av British Phonographic Industry sedan 1977. Namnet var ursprungligen en förkortad form av "brittiska", "Britain" eller "Britannia" (i början sponsrades priset av Britannia Music Club), men blev senare en backronym för British Record Industry Trust. Dessutom hålls en likvärdig prisutdelning för klassisk musik, Classic BRIT Awards, varje år i maj. Robbie Williams innehar rekordet för flest Brit Awards, 12 som soloartist och ytterligare 5 som en del av Take That. Utmärkelserna började delas ut 1977 som en del av firandet av Elizabeth II:s 25-årsjubileum. Därefter hölls inga ceremonier förrän 1981, sedan dess har utdelningen av priset hållits årligen.